# Asota lacteata
Asota lacteata là một loài bướm đêm trong họ Erebidae.